# Konqueror
Konqueror es un navegador web, administrador de archivos y visor de archivos. Forma parte oficial del proyecto KDE. Es software libre y de código abierto, y al igual que el resto de los componentes de KDE, está liberado bajo la licencia GPL.
El nombre Konqueror es un juego de palabras con el nombre de otros navegadores: primero vino el Navigator (navegador), después el Explorer (explorador), y finalmente el Konqueror (conquistador). Además, sigue la convención de KDE de que los nombres de los programas contengan la letra K.

## Interfaz de usuario
La interfaz de usuario de Konqueror es en parte reminiscente de la del Microsoft Internet Explorer (a su vez diseñada a partir de la del Netscape Navigator y la del NSCA Mosaic), aunque es mucho más personalizable. Trabaja extensamente con "paneles", los cuales pueden ser recolocados o añadidos. Por ejemplo, se puede tener un panel de marcadores en el lado izquierdo de la ventana del navegador, y pulsando un marcador, la respectiva página web se abre en el panel principal de la derecha. Alternativamente, se puede mostrar una lista jerárquica de las carpetas en un panel y el contenido de la carpeta seleccionada en otro. Los paneles son muy flexibles y pueden incluir hasta ventanas de consola. La configuración de los paneles puede salvarse, habiendo algunas ya incluidas por defecto. Por ejemplo, la configuración "Midnight Commander" muestra la ventana dividida en dos paneles verticales, cada uno de los cuales muestra una carpeta, una página web o la previsualización de un fichero.
Las funciones de navegación (atrás, adelante, historial, etc.) están disponibles durante todas las operaciones. La mayoría de los atajos de teclado pueden ser reasignados usando la configuración gráfica. La barra de direcciones tiene soporte extenso de autocompletado para los directorios locales, las direcciones y términos anteriores.
La aplicación usa una interfaz de único documento. El modo de ventanas múltiples no está soportado (aunque es posible abrir una ventana separada, similar a Navigator). La versión 3.1 y posteriores soportan múltiples pestañas en una ventana.
Konqueror obtiene un puntaje de 89/100 en el Test Acid3.

## Gestor de archivos
Konqueror soporta también la navegación por directorios locales, ya sea mediante la introducción de la ruta en la barra de direcciones o mediante la selección de iconos en los paneles.
Konqueror permite:
- Visualizar los contenidos de múltiples directorios en simultáneo.
- Ordenar los elementos de cada directorio según criterios preestablecidos (por fecha, tamaño, nombre, tipo, etc.).
- Generar previsualizaciones de archivos de texto, documentos HTML, imágenes y vídeos en el acto.
- Mover, copiar, eliminar, crear, ejecutar, visualizar y editar archivos y directorios desde menús simples.

## Visor de archivos
Utilizando la tecnología de KParts, Konqueror puede ejecutar en su interior componentes capaces de visualizar (y en ocasiones editar) tipos de archivo específicos. Esto permite, por ejemplo, ver un documento de KOffice dentro de Konqueror, evitando la necesidad de abrir otra aplicación.

## KIO

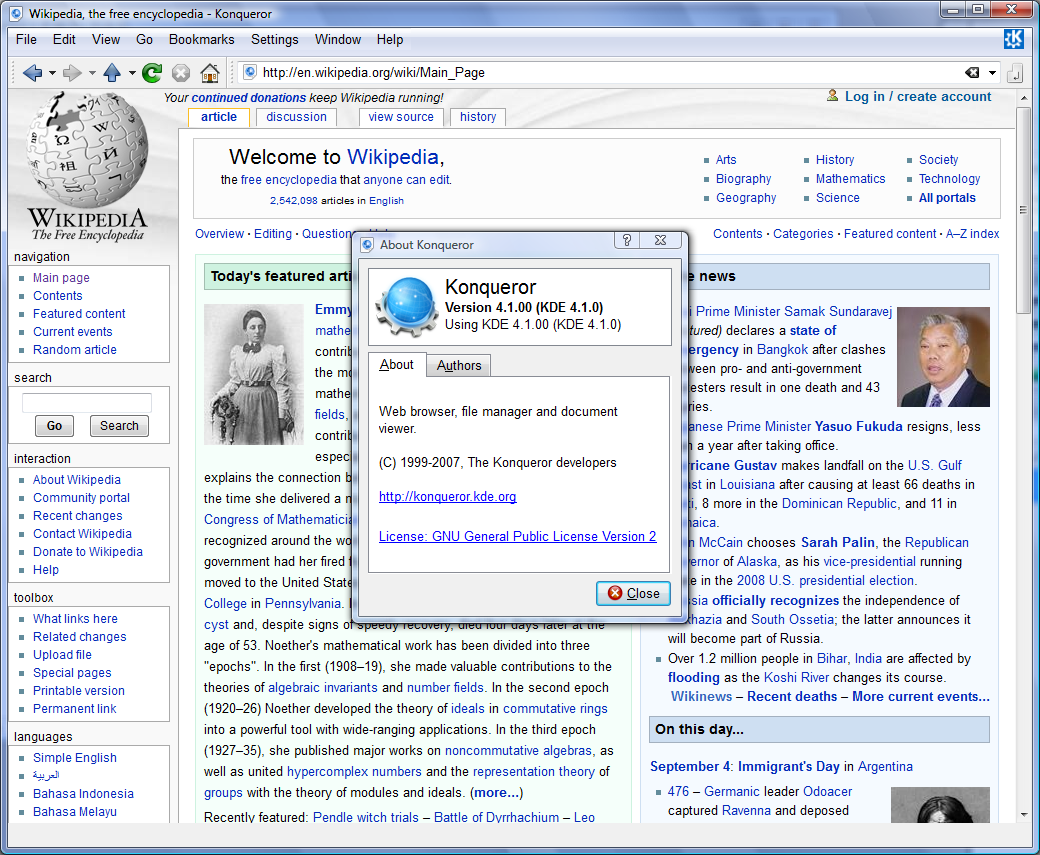
Konqueror en Windows.

Además de navegar por directorios y sitios web, Konqueror utiliza los plug-ins KIO (KDE Input-Output, o sistema de entrada-salida de KDE) para extender sus capacidades. KIO permite acceder a diferentes protocolos como HTTP o FTP. Konqueror también puede utilizar plug-ins KIO para acceder a archivos ZIP, comparticiones Samba (Windows) o cualquier otro protocolo imaginable como enlaces ed2k ("ed2k://"), Audio CD ("audiocd"), ripeando su contenido simplemente arrastrando y soltando. El IOSlave FISH ("fish://usuario@host") permite manejar ficheros en shells remotas seguras, y los IOSlaves "man:" e "info:"permiten acceder a las páginas man e info respectivamente. Para ver la lista completa de IOSlaves disponibles, abre el centro de información de KDE y mira en la sección "protocolos".